# Eumida sanguinea
Eumida sanguinea é uma espécie de anelídeo pertencente à família Phyllodocidae.
A autoridade científica da espécie é Örsted, tendo sido descrita no ano de 1843.
Trata-se de uma espécie presente no território português, incluindo a sua zona económica exclusiva.